# ホセ・ビサマ
ホセ・カルロス・ビサマ・ベネガス（José Carlos Bizama Venegas  ,  1994年6月25日 - ）は、チリ・ビオビオ州クラニラウエ出身のプロサッカー選手。CDパレスティーノに所属している。ポジションはDF。

## 来歴
2014年5月に国内カップ戦のデポルテス・コンセプシオン戦でプロデビュー。同年8月8日のデポルテス・イキケ戦で、リーグ戦初出場。以降CDウアチパトの中心選手として活躍した。
2019年7月11日、メジャーリーグサッカーのヒューストン・ダイナモと契約したことが発表された。
2022年1月、CDパレスティーノに移籍した。

## チリ代表
2018年5月にチリ代表に初招集。同月31日のルーマニア戦で、代表戦初出場。同年6月のセルビア戦、ポーランド戦にも出場したが、コパ・アメリカ2019は落選に終わった。